# 卡片纸

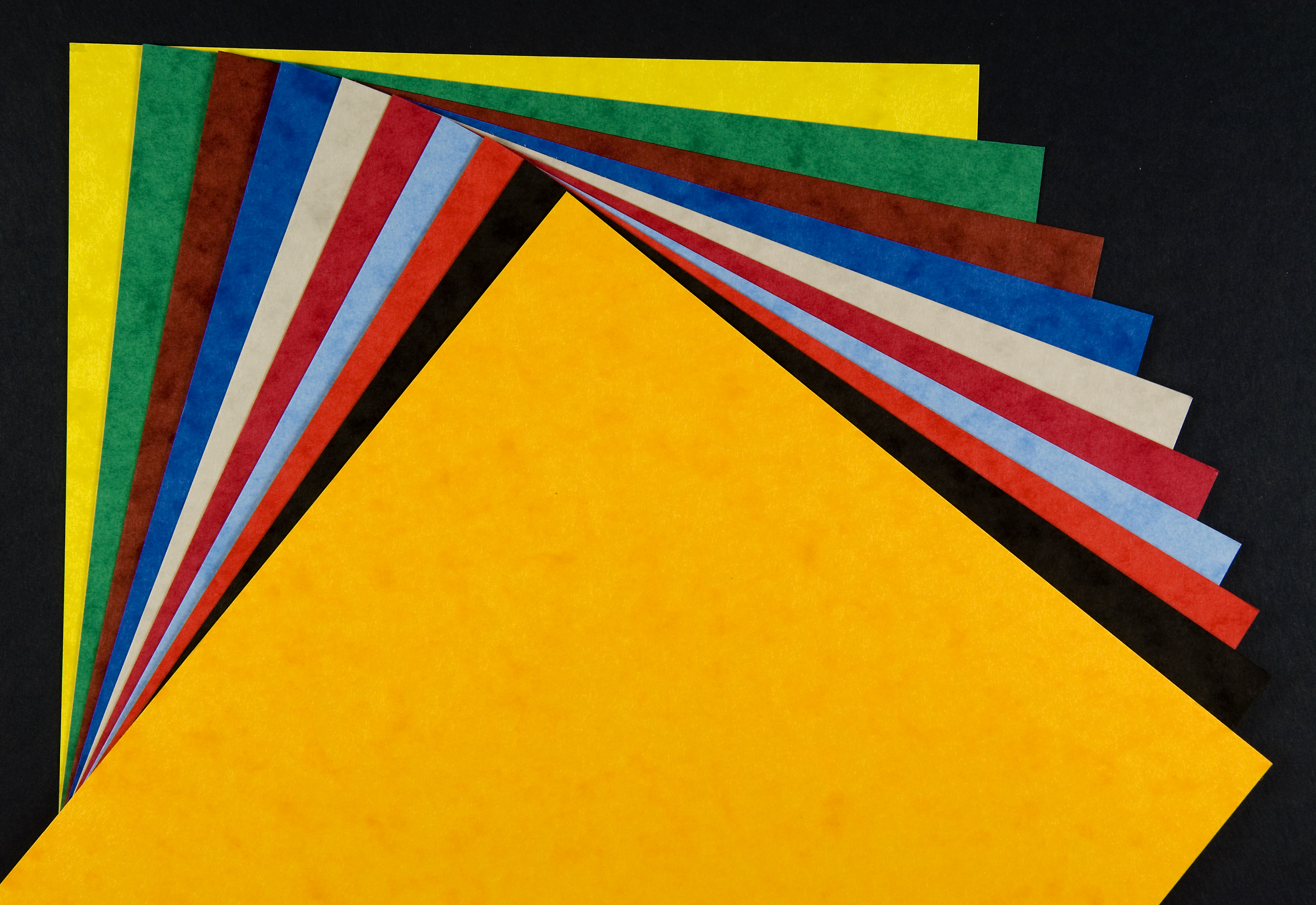
卡片纸

卡片纸，又被稱為封面纸，是一种比普通打印纸更厚、更耐用，但比纸板更薄、更柔韧的纸张。卡片纸表面通常是光滑的，但也有帶有纹理的卡片纸。人們在製作名片、明信片、遊戲牌、剪報時需要用到卡片紙。